# Calidosa
Calidosa es el cuarto álbum de estudio, y el quinto en general del cantante colombiano Mike Bahía.
El álbum se caracteriza principalmente por la variedad de ritmos tropicales como cumbia, bachata, mambo, salsa y bolero. Asimismo el 27 de abril de 2023, el álbum se estrenó después de su sencillo «Bolerito».
De este álbum, se desprenden algunos sencillos como: «La depre», «Bolerito», «Cali Buenaventura» y «Desaparecida» entre otros. En este álbum, están incluidas las participaciones de Greeicy, Daniel, me estas matando y DFZM. El sencillo «Pastor López en Bahía» es un cover de dos canciones en homenaje al cantante venezolano Pastor López.

## Lista de canciones
| N.º | Título                                    | Escritor(es) | Duración |  |
| 1.  | «Palmira»                                 |              | 0:20     |  |
| 2.  | «Amor a mitad»                            |              | 3:11     |  |
| 3.  | «Hola mi amor»                            |              | 2:38     |  |
| 4.  | «Desaparecida»                            |              | 2:58     |  |
| 5.  | «Cha Cha (Bandera blanca)»                |              | 2:54     |  |
| 6.  | «Algún día»                               |              | 3:16     |  |
| 7.  | «Cali Buenaventura» (con DFZM)            |              | 3:18     |  |
| 8.  | «La pena»                                 |              | 2:02     |  |
| 9.  | «Bolerito» (con Daniel, me estás matando) |              | 2:45     |  |
| 10. | «Tu emisora favorita del amor»            |              | 1:21     |  |
| 11. | «Pastor López en Bahía»                   |              | 3:22     |  |
| 12. | «La depre»                                |              | 2:03     |  |
| 13. | «La indocumentada» (con Greeicy)          |              | 3:15     |  |
| 14. | «Bolerito»                                |              | 2:47     |  |
| 15. | «Verdad verdad»                           |              | 2:06     |  |
| 16. | «Juanchito»                               |              | 1:19     |  |